# Plané neštovice (Městečko South Park)
Plané neštovice (v anglickém originále Chickenpox) je desátý díl druhé řady amerického komediálního animovaného televizního seriálu Městečko South Park. 

## Děj
Shelley má neštovice a doktor její matce Sharon vysvětlí, že čím dřív děti prodělají neštovice, tím méně budou v dospělosti v ohrožení. Sharon to při návštěvě řekne další matkám, a ty se shodnou, že by bylo dobré poslat chlapce přespat ke Kennymu, který už se neštovicemi také nakazil. Eric a Stan se od Erica nakazí, ale Kyle ne, a tak s ním jde matka na návštěvu k McCormickům, kde se s paní McCormickovou baví o tom, jak byli Gerald a Stuart dobří přátelé do doby, než Gerald šel po maturitě na vysokou školu. Rozhodnou se je poslat ryby. Otcové se ale pohádají kvůli diferenciovanému bohatství, který je po střední škole rozdělil, a poperou se. Kyle se stále nechce nakazit, ale zaslechne svou matku, jak je naštvaná z toho, že její syn ještě nemá neštovice. Uteče z domova a spojí se s kluky. Společně se všem rodičům pomstí tím, že do svých domů přivedou prostitutiku Starou Fridu, která má na puse opary. Frida se dotkne mnoha věcí jejich rodičů a dostane za to zaplaceno. Kluci, včetně právě nakaženého Kyle, jsou nakonec rodiči objeveni a jsou přemístěni do nemocnice. Když je rodiče přijdou navštívit, kluci si na nich všimnou, že mají opary a poví jim, co provedli. Rodiče se nakonec uklidní a omluví se, že se je pokusili schválně bez jejich vědomí nakazit. Na závěr se Gerald omluví Sturtovi za lhostejnost k méně šťastným.